# Nemoria gerardinae
Nemoria gerardinae är en fjärilsart som beskrevs av Linda M. Pitkin 1993. Nemoria gerardinae ingår i släktet Nemoria och familjen mätare. Inga underarter finns listade i Catalogue of Life.